# Пятая балка
Пятая балка, или Кафка-Богаз — балка, урочище, расположенное между селами Красный Мак и Терновка в Крыму.

## География
Пятая балка расположена в 2 км к северу от села Терновка Балаклавского района Севастопольского городского совета и примерно в 2 км на запад от села Ходжа-Сала Бахчисарайского района Крыма. Административно большая часть балки относится к территории Севастопольского горсовета, тогда как небольшой участок на севере — к Бахчисарайскому району.
Балка представляет собой относительно широкую долину между двумя горными плато. Направлена с юга на север. По дну балки бежит ручей длиной около 1100 м, который никуда не впадает, а исчезает в почве при выходе из устья балки. В центральной части урочища находятся рукотворные ставки, так называемые «Генеральские озера», существенно расширенные и углубленные в 2014 году. Три ставка образованы путем построения дамб на ручье, который питается из нескольких источников.

## Природные объекты
Северная часть заросла грабовым лесом, южная представляет собой две большие поляны. Среди растительности кроме грабов присутствуют дубы, ясень, ивы, кызыл. Вокруг прудов существовало болотце со сфагновыми мхами, очевидно, уничтоженное в 2014 году при расширении прудов.
Украинские и российские малакологи описали в Пятой балке 33 вида наземных моллюсков, среди которых впервые для Украины найдена популяция редкого реликтового вида Vertigo moulinsiana (Dupuy, 1849) (улитка Мулена).

## Достопримечательности
Через Пятую балку проходят туристические маршруты средневековых поселений Эски-Кермен и Мангуп-Кале, монастырей Шулдан и Челтер-Мармара. Один из маршрутов ведет через Шулдан и Терновку к Байдарской долине и урочищу Ласпи, маркировка на нем проставлена Федерацией альпинизма и скалолазания Севастополя в 2012 году, а в октябре 2015 новая российская администрация включила этот маршрут в программу развития горного треккинга в Севастополе. В урочище имеется оборудованная туристическая стоянка, которая находится в долговременной аренде у севастопольских предпринимателей, есть источники воды, в частности источник Кафка-Чокрак.